# Danny Ecker
Daniel (Danny) Ecker (Leverkusen, 21 juli 1977) is een Duits atleet en olympisch deelnemer. Hij behoort tot de beste Duitse polsstokhoogspringers en tot het exclusieve gezelschap van polsstokhoogspringers dat de 6-metergrens overschreed.

## Loopbaan
Ecker groeide op in Leverkusen en is een zoon van John Ecker, voormalig basketbalspeler bij TSV Bayer 04 Leverkusen en tweevoudig olympisch kampioene (verspringen en 4 × 100 m estafette) Heide Rosendahl. In 1987 sloot hij zich aan bij TSV Bayer 04 Leverkusen.
In 1999 won Ecker een bronzen medaille op de wereldindoorkampioenschappen en werd vierde op de wereldkampioenschappen van 1999 in Sevilla. Op de Olympische Spelen van Sydney in 2000 werd hij achtste en vier jaar later werd hij op de Spelen vijfde.
In 2007 behaalde Ecker zijn eerste grote internationale succes door Europees indoorkampioen te worden in Birmingham. Op de Olympische Spelen van 2008 in Peking plaatste hij zich met 5,65 m voor de finale. In de finale werd hij zesde met een beste poging van 5,70.
Ecker studeert bedrijfseconomie aan de vrije universiteit in Hagen. Hij is in 2006 getrouwd met zijn vrouw Katrin en heeft een dochter Marie (1 december 2006).

## Titels
- Europees indoorkampioen polsstokhoogspringen - 2007
- Duits kampioen polsstokhoogspringen - 2004, 2007
- Duits indoorkampioen polsstokhoogspringen - 1999, 2005, 2009

## Persoonlijke records
| Onderdeel                      | Prestatie | Datum                        | Plaats     |
| ------------------------------ | --------- | ---------------------------- | ---------- |
| polsstokhoogspringen (outdoor) | 5,93 m    | 26 juli 1998                 | Ingolstadt |
| polsstokhoogspringen (indoor)  | 6,00 m    | 11 februari 2001 (nat. rec.) | Dortmund   |

## Palmares

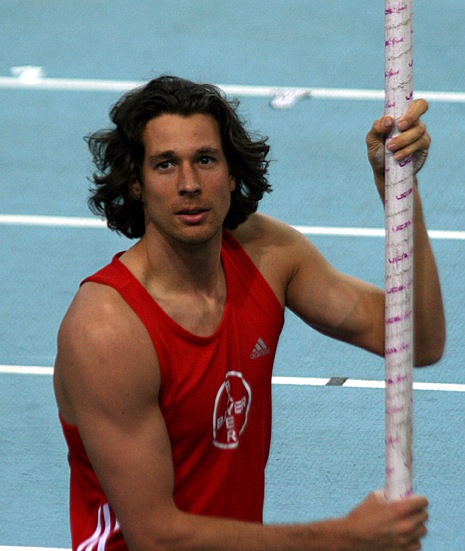
Danny Ecker tijdens het Duitse indoorkampioenschap 2007

### polsstokhoogspringen
Kampioenschappen
- 1996:  WK junioren - 5,30 m
- 1997: 15e in kwal. EK U23 - 5,20 m
- 1998:  EK indoor - 5,75 m
- 1998:  IAAF Grand Prix Finale - 5,80 m
- 1998: 4e EK - 5,76 m
- 1999:  WK indoor - 5,85 m
- 1999: 5e EK U23 - 5,50 m
- 1999: 4e WK - 5,70 m
- 2000: 8e IAAF Grand Prix Finale - 5,50 m
- 2000: 8e OS - 5,80 m
- 2001: 11e WK - 5,65 m
- 2004: 5e OS - 5,75 m
- 2005: NM WK
- 2007:  EK indoor - 5,71 m
- 2007:  WK - 5,81 m
- 2007: 4e Wereldatletiekfinale - 5,81 m
- 2008: 6e OS - 5,70 m
- 2009: 9e in kwal. EK indoor - 5,65 m

Golden League-podiumplekken
- 1998:  ISTAF – 5,70 m
- 2000:  ISTAF – 5,71 m
- 2006:  ISTAF – 5,81 m
- 2007:  ISTAF – 5,86 m